# 伊恩·汤姆林森之死
2009年4月1日，倫敦市报贩伊恩·汤姆林森在2009年二十国集团伦敦峰会抗议示威期间被警察推倒在地后死亡。经过死因研讯，陪审团裁定受害人死于警察行凶杀人，涉案警员西蒙·哈伍德受过失杀人罪起诉。法庭裁定罪名不成立，但哈伍德仍因行为严重不当被开除警队。经过民事涉讼，倫敦警察廳向汤姆林森的家人支付未公开数额的赔偿，承认哈伍德的行为导致汤姆林森死亡。
首次驗屍认定受害人死于心脏病发，《卫报》一周后公布倫敦警察廳警员用警棍击打汤姆林森腿部、随后又将他推倒在地的视频。受害人没有参与抗议，当时准备经过警戒线回家。倒地后他一度起身离开，但很快再度倒地并在几分钟后死亡。
英国独立监察警方处理投诉委员会开展刑事调查，再次验尸结果表明汤姆林森死于腹部钝器伤结合肝硬化引发的内出血。考虑到几次验尸结论不同，无法证明死亡与殴打之间的因果关系，皇家檢控署决定不起诉哈伍德。但2011年陪审团裁定受害人死于警察行凶杀人后，皇家检控署改变立场以过失杀人罪起诉。2012年法庭裁定哈伍德罪名不成立，但他几个月后就被开除。
汤姆林森之死在英国引发警察、媒体、公众和独立监察警方处理投诉委员会独立地位关系的大讨论。面对外界疑虑，警务总监督丹尼斯·奥康纳于2009年11月公布150页的报告，希望恢复市民对警方的信任。

## 背景

### 伊恩·汤姆林森
伊恩·汤姆林森（Ian Tomlinson）生于德比郡馬特洛克，父亲叫吉姆·汤姆林森（Jim Tomlinson），母亲叫安·汤姆林森（Ann Tomlinson）。他在17岁时移居伦敦，靠搭建脚手架安身立命。事发时，汤姆林森是伦敦《晚间标准报》（Evening Standard）的临时销售员。汤姆林森结过两次婚，儿子和孙辈共有九人，他长期酗酒，因此已与第二任妻子朱莉亚（Julia）分居13年，曾长时间居无定所。2008年，他开始住进伦敦史密斯菲爾德林赛街（Lindsey Street）收容无家可归人士的林赛旅店。事发时他正经过伦敦金融区前往林赛旅店，路上多处被警戒线阻挡。此前他在銀行及紀念碑站外、伦敦大火纪念碑旁的报摊和朋友巴里·史密斯（Barry Smith）一起工作，准备沿老路线回家。

### 伦敦警察厅，英国独立监察警方处理投诉委员会

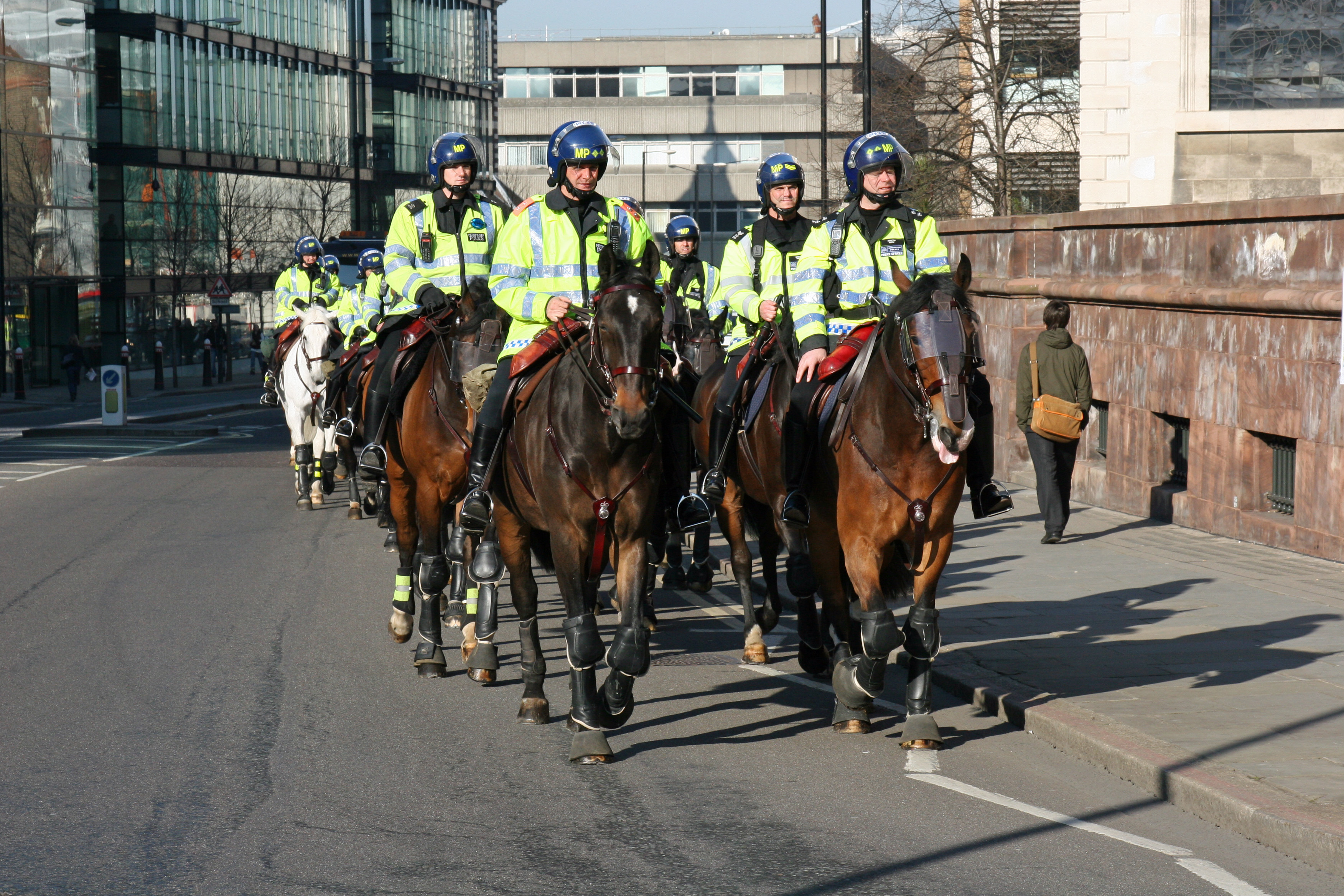
2009年二十国集团伦敦峰会期间的伦敦骑警

倫敦警察廳拥有4.4万多警力，是英国最大的警队。整个大倫敦除金融区倫敦市由倫敦市警察负责外，其他区域的警务均属伦敦警察厅职责。事件发生时的伦敦警察厅总监是保罗·斯蒂芬森（Paul Stephenson）爵士，伦敦市警察总监是迈克·鲍伦（Mike Bowron）。伦敦警察厅受首都警察監管局监管，当时的主管是伦敦市长鲍里斯·约翰逊。
欧打并推倒受害人的是伦敦警察厅地区支援课警员，可通过肩章编号上的字母辨别。地区支援课警员穿戴军用风格头盔、阻燃制服、防刺背心和巴拉克拉瓦头套，专门维持公共秩序。事发时的行动指挥是总警司米克·约翰逊（Mick Johnson）。
英国独立监察警方处理投诉委员会由《2002年警察改革法》组建，2004年开始运作，用于取代与警方关系密切引起公众不满的警察投诉管理局，事发时尼克·哈德威克（Nick Hardwick）任主席。与警察投诉管理局相比，独立监察警方处理投诉委员会运作与负责英格兰和威尔士刑事司法及警务的英國內政部独立。

### 格伦科行动

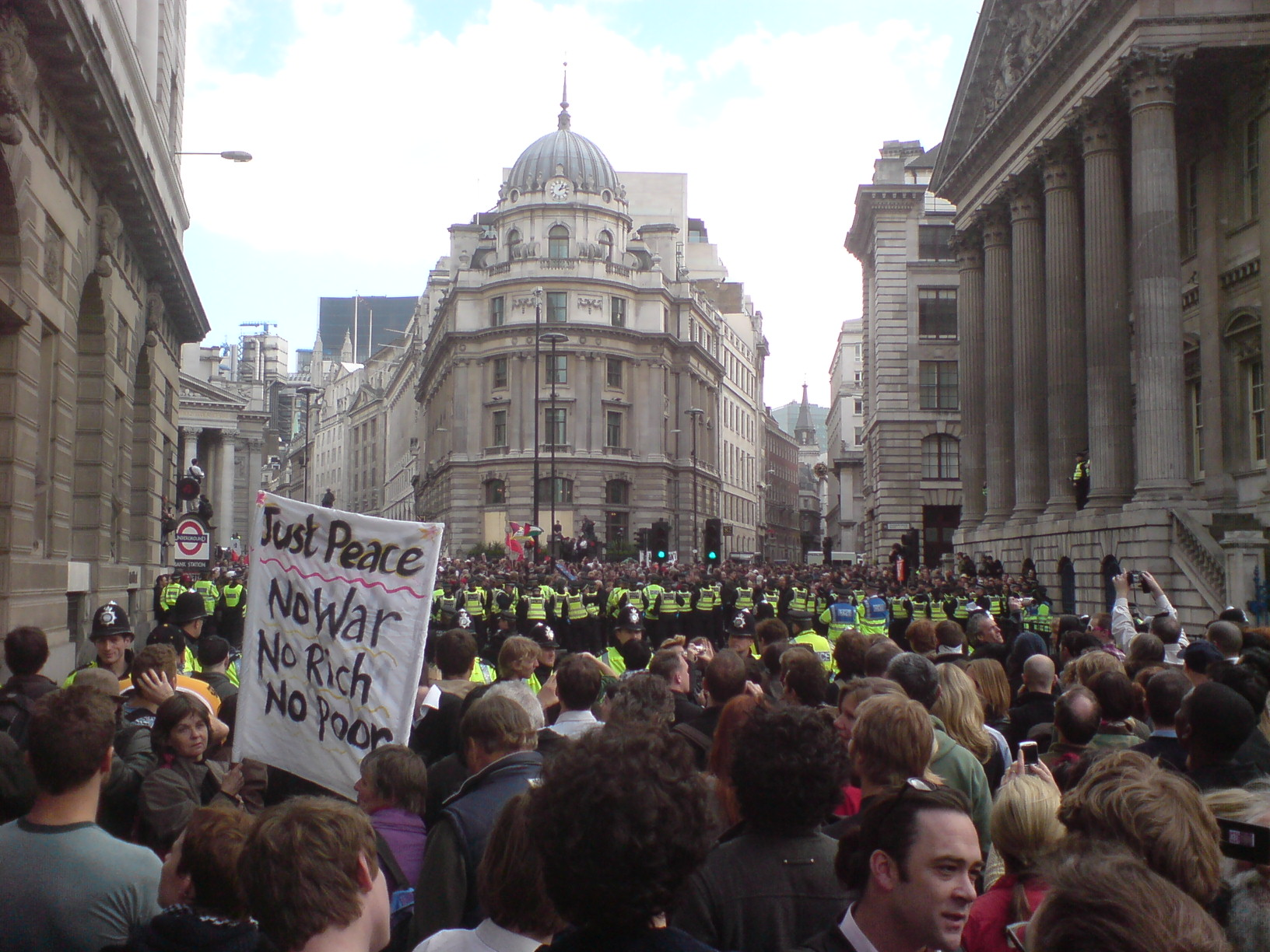
2009年4月1日英格兰银行门外

2009年二十国集团伦敦峰会的安保代号“格伦科行动”（Operation Glencoe），由伦敦警察厅、伦敦市警局和英国交通警察（British Transport Police）合作，共同听命于伦敦警察厅金级指挥鲍勃·布罗德赫斯特（Bob Broadhurst）。
2009年4月1日共发生六起抗议示威，分别是倫敦展覽中心的安全行动、停战游行、中国大使馆外的西藏独立运动抗议示威、人与地球（People & Planet）抗议示威、气候行动营抗议示威、以及英格兰银行外的抗议示威。气候营和英格兰银行的示威人数超过四千。4月1日出动的警察超过5500，次日2800，成本720万英镑。警察需连续执勤14小时，中间连吃饭的时间都没有，到午夜才能躺在警局地板上睡觉，早上七点又要上岗。崩紧的神经和气氛令局势更加紧张，加大警察工作难度。
中午12点半到下午19点，警方采用“遏制”战术将英格兰银行的人群控制在原地，媒体称为“包抄战术”，把示威者包围在狭小空间，直到警察把他们驱散。下午七点，高级警官认为有必要使用“合理武力”驱散银行周围示威者。七点十分到四十分，人群涌向警察，有人投掷物品，警方用盾牌阻挡。混战爆发，警察开始逮捕人员，就在此时，汤姆林森从旁边经过准备回家:79。

## 事发

### 初遇警察

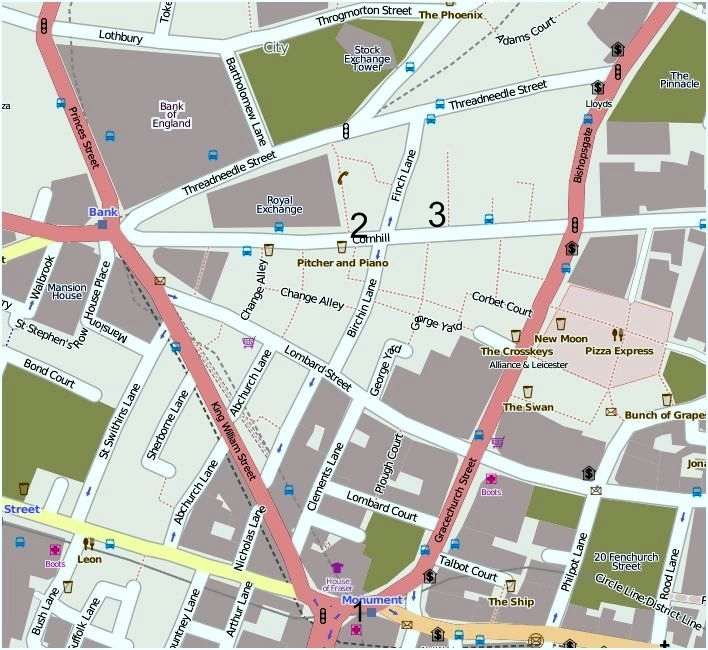
1、汤姆林森于19点离开銀行及紀念碑站；2、他19点20分在皇家交易所通道被打；3、他19点22分在康希尔77号路边倒地

许多报纸刊发事发当天汤姆林森初遇警察的图像。据巴里·史密斯回忆，汤姆林森在下午七点左右离开纪念碑站外面的报摊。《每日郵報》刊登的图像显示他在警车前抽烟。IT工作者罗斯·哈迪（Ross Hardy）自称在朗伯德街看到汤姆林森醉醺醺的而且拒不挪窝，警车往前碰到他的腿，但他还是不动，于是四名穿戴防护装备的警察上前把他架开。《每日邮报》刊登的第二张图像显示汤姆林森和身后两名警察。4月16日，《卫报》刊登三幅汤姆林森在朗伯德街的图像。
在朗伯德街停留半小时后，汤姆林森走向威廉王街，前方有两条警戒线，警察已将英格兰银行附近数以千计的示威者“包抄”于此。他在下午19点10分原路折回，打算走交易所巷，但这里同样有警戒线。五分钟后他回到朗伯德街，穿过大街并走进伯钦巷（Birchin Lane），19点10至15分抵达康希尔。
几分钟后，他到达皇家交易所通道行人专用区北端，靠近针线街交界处，但又被警戒线挡住去路。他转朝皇家交易所通道向南，警察几分钟前在此与多达25名示威者发生冲突。就在这时，伦敦警察厅地区支援课防暴警察与伦敦市警局携带警犬的训犬员从针线街警戒现场赶来协助同僚。

### 遭遇
汤姆林森在不到50米的街上行走，身后是大群警察。他朝针线街前进，但又被警戒线阻挡，于是回头走向康希尔。皇家检控署的报告称他下午7点15分被警犬咬中腿部，当时训犬员叫他让路，但他没有反应。
汤姆林森在皇家交易所通道最南端、与康希尔交汇处附近的万宝龙专卖店外遇到之前跟在身后这群警察。他双手插在袋里，目击者称他当时表示想回家。
《卫报》首发的视频显示警察从身后冲向汤姆林森，用警棍打他的腿并把受害人推倒。4月8日，《第四台新聞》另发视频，显示警察手持警棍举至头高，然后一挥而下打中汤姆林森的腿。4月21日《卫报》再发视频，显示警察冲上来时汤姆林森站在自行车架旁，双手插在兜里。视频表明他倒地后额头右侧与地面刮擦，目击者称听到头撞到地面的声音。

### 倒地死亡
视频显示汤姆林森倒地后一度坐在地上抗议，但没有警察上前扶持:11。示威者将他扶起，汤姆林森沿康希尔前行约60米后于下午7点22分在康希尔77号路边倒地。目击者称他看起来显得茫然，眼睛上翻，皮肤灰白，还闻到他身上的酒味。《ITV新闻》摄影师想叫医生，但和医学院学生一样被警察赶开。警方医务人员上前检查，受害者抵达医院后被宣告死亡。

## 西蒙·哈伍德

### 背景
行凶杀人的西蒙·哈伍德（Simon Harwood）是兰贝斯拉克霍尔巷（Larkhall Lane）警局地区支援课警员，过去12年间十次受投诉，其中九次不成立或无法证实，另一次涉及非法访问国家警察计算机网络。不成立或未证实投诉包括1998年左右的路怒事件，他在病假期间逮捕司机，对方指控哈伍德动用不必要的武力。2001年9月14日，他在纪律委员会即将聆讯前以身体健康为由退役。三天后（9月17日），他又作为平民计算机工作者加入伦敦警察厅。
2003年5月，哈伍德成为萨里郡警局警员，该警队称他对过去的问题坦然承认。2004年1月，有消息称哈伍德在突击民宅时袭击某男子。2004年11月，哈伍德获许调回伦敦警察厅。遇上汤姆林森之前，哈伍德还遇到三次投诉。

### 事发当日
事发当天，哈伍德涉及多起警民对抗。他从清晨五点就开始上班，负责开车，这天大部分时间都在车上。晚上停在康希尔时，他看到有人在另一辆警车侧面写上“警察都是混蛋”（all cops are bastards）字样后下车想要将其逮捕。嫌犯的头撞到车门，抗议人群反应强烈，哈伍德觉得此时返回车上太不安全。他一度向调查人员自称被打到头、摔倒、丢失警棍，面对暴民攻击担心会被打死，但后来承认根本没这些事。
尝试逮捕涂鸦男后不久，哈伍德向示威者挥动外套，又把英国广播公司摄影师拖倒在地，还以手掌打人，并在下午7点19分把据称威胁警方驯犬员的男子推倒在地。几秒钟后，哈伍德看到站在自行车架旁、双手插进口袋的汤姆林森，其他警察正叫他走开。哈伍德向调查人员表示，他在那一刻以为有必要行动，所以上前用警棍打中受害人大腿并将其推倒。他承认不该推人，看到汤姆林森倒地时吓了一跳。哈伍德没有把事件经过记入笔记，一度向调查人员自称已经忘记当时情况。

### 身份指认
事发三个多月后，报纸才在2010年7月公布肇事者是哈伍德。事发当天他应该是把肩章编号撕掉，还用巴拉克拉瓦头套遮住大部分头脸。《每日邮报》公布的图像显示他的肩部没有编号。2009年4月22日，《第四台新闻》的西蒙·以色列（Simon Israel）在报导中详细描述涉案警员；独立监察警方处理投诉委员会宣称这些内容可能影响调查，但未能对第四台的节目取得禁令。15个月后，皇家检控署2010年7月宣布不起诉时仍称他为“警员甲”，报社正是这天决定点名。
哈伍德自称4月8日看到《卫报》公布的视频时才知汤姆林森已死。据称他在家中倒地，被救护车送到医院。这天他和三名同事向独立监察警方处理投诉委员会自承身份。

## 早期说法

### 警方首次声明
4月1日晚23点36分，伦敦警察厅在汤姆林森死亡四小时后首次发布独立监察警方处理投诉委员会伦敦地区总监批准的声明，声称警察得知有人倒地后顶着“许多投掷物品”马上施救，但后来的媒体报导认为上述说法不尽不实。
尼克·戴维斯（Nick Davies）在《卫报》发文，称伦敦警察厅新闻发布办事处原本的新闻稿遭否决，经过激烈争论后发布上述声明。文中还称，伦敦警察厅和独立监察警方处理投诉委员会宣称内容如实反映他们当时所知的情况，而且没有听说受害人曾与警方肢体接触。载维斯质疑，如果真的不知道肢体接触，独立监察警方处理投诉委员会又怎么会介入。他还称，伦敦警察厅内部高管私下透露，南伦敦科博尔特街（Cobalt Street）警察控制局人员当时发现汤姆林森挨打，还有行动现场總督察上报。伦敦警察厅的声明宣称已经向参与格伦科行动的所有总督察核实，但没有人上报此事。

### 第一目击者陈述
4月2日，伦敦警察厅将调查任务移交伦敦市警察局，新的负责警官是安东尼·克兰普顿（Anthony Crampton）警司。警方通报后，《标准晚报》当天报称警方顶着“砖头、瓶子和木板的狂轰滥炸”拼命救护汤姆林森，冒着飞来的投掷物品将他转移到安全地点后人工呼吸施救。
目击者称警方说法不实，是抗议者上前急救并致电求医。还有人称，的确有人在不知道汤姆林森倒地的情况下扔出一两个塑料瓶，但其他示威者马上叫他们住手。《泰晤士报》分析电视录像和照片后认为，人群扔出的只有一个瓶子，而且很可能是塑料瓶。4月9日，《卫报》发布目击者纳贝拉·扎希尔（Nabeela Zahir）拍摄的视频，显示击威者大喊“有人受伤了，快他妈退开！”另有人喊：“有人受伤了，别扔东西！”

### 警员汇报
漢默史密斯和富勒姆警局三名警员——尼古拉斯·杰克逊（Nicholas Jackson）、安德鲁·摩尔（Andrew Moore）和克里·史密斯（Kerry Smith）——于4月3日向上级韦恩·琼斯（Wynne Jones）督查汇报，称他们看到事发经过。《卫报》公布的视频显示他们就站在受害者身边。杰克逊第一个汇报，警局接下来联络当时就在杰克逊旁边的摩尔与史密斯。
三名警员均未认出哈伍德，都根据报纸文章推测他是伦敦市警局人员，《卫报》四天后公布视频。4月3日下午16点15分，琼斯督查将信息转告伦敦警察厅当时负责案件调查的埃迪·霍尔（Eddie Hall）督查。霍尔自称在弗雷迪·帕特尔（Freddy Patel）开始首轮验尸前把信息转达伦敦市警局，据《卫报》所述，验尸是在下午17点开始。

## 死因研讯
2009年4月9日，伦敦市警局验尸官保罗·马修斯（Paul Matthews）启动死因研讯，之后共经过三轮验尸：4月3日穆罕默德·赛义德·苏勒马·“弗雷迪”·帕特尔（Mohmed Saeed Sulema "Freddy" Patel）验尸并向保罗·马修斯汇报；4月9日纳撒尼尔·卡里（Nathaniel Cary）验尸并向独立监察警方处理投诉委员会和死者家属汇报；4月22日肯尼斯·索罗克（Kenneth Shorrock）和本·斯威夫特（Ben Swift）一起验尸，分别向伦敦警察厅和西蒙·哈伍德汇报。马修斯因未通知独立监察警方处理投诉委员会调查员参与首轮验尸，也未告知受害者亲属有法定权力亲自或派代表检视验尸过程受到批评。汤姆林斯的家人称，马修斯根本没告诉他们是在哪里验尸。

### 首轮验尸
伦敦市警局钱德勒（Chandler）警司声称，他是在首轮验尸结束后才得知三名警察看到其他警察击打并推倒受害人，帕特尔和独立监察警方处理投诉委员会显然对三名警察的证词一无所知。帕特尔称，他知道的只是死者“死因可疑”，而且警方要求他“排除任何维持公共秩序可能导致的击打或冲撞”。:4–5
帕特尔的结论是汤姆林森死于冠狀動脈疾病，报告上称“腹腔积液约三升并有小血块”，据医学专业人士解讯，这表明受害人腹部积血三升，相当于血液总量六成之多，皇家检控署认为这显然很可能就是死因。2010年4月5日，帕特尔在事发一年后向皇家检控署递交报告，称他原本验尸报告上那句话的意思是“带血的腹腔积液有三升”，而且他没有取样检验。皇家检控署后来决定不起诉哈伍德，帕特尔的报告及所谓“腹腔积液”内容不明影响举足轻重。4月4日，伦敦市警局发布声明：“验尸表明他是在下班回家的路上突发心脏病自然死亡”。
独立监察警方处理投诉委员会向记者宣称，验尸没有在死者头部和两肩发现瘀伤或擦伤。首轮验尸后，汤姆林森的家人询问伦敦市警局尸体上是否有伤痕，回答是否；据《卫报》报导，负责调查的安东尼·克兰普顿警司在笔记中写道，他有意向家属隐瞒死者腿上的瘀伤和刺痕，目的是不想引起“不必要的压力和紧张”。4月5日，《观察家报》发布第一张受害人躺在防暴警察身边地面的照片。接下来弗雷迪·帕特尔受命再度检视尸体，记下死者头部的瘀伤，据称先前验尸时他没有发现这里的伤势。4月24日，天空新闻台取得汤姆林森倒地后的照片，能看到他右侧额头的瘀伤。

### 第二和第三轮验尸
4月8日，独立监察警方处理投诉委员会从伦敦市警局接手调查。根据委员会和死者家属共同要求，以参与多起高关注度案件调查闻名的纳撒尼尔·卡里开展第二轮验尸。卡里认为汤姆林森死于钝器外伤引发的腹内出血，死者所患肝硬化也有影响。他的结论是：死者摔倒时手肘正撞在肝部并引发内出血，导致他在几分钟后死亡。
前两次验尸结果相互冲突，4月22日肯尼斯·索罗克和本·斯威夫特一起验尸，分别向伦敦警察厅和西蒙·哈伍德汇报。索罗克和斯威夫特都认可第二次验尸的结果。埃迪·霍尔在最后一次验尸前告诉两位验尸的病理学家，死者4月1日下午在警车前摔倒，但没有任何证据支持他的说法。2011年5月，独立监察警方处理投诉委员会裁定霍尔的说法说于鲁莽，但无意误导。

### 弗雷迪·帕特尔
汤姆林森去世时，帕特尔是内政部认可登记的法医病理学家。他于1974年取得赞比亚大学博士学位，1988年开始在英国注册执业。伦敦警察厅曾于2005年咨询内政部，质疑帕特尔的工作能力。汤姆林森去世时，帕特尔没有对可疑死因验尸的警方委聘合同。
1999年，罗杰·西尔维斯特（Roger Sylvester）在警方拘押期间死亡，帕特尔因擅自公布死者医疗细节受医学总会训诫。2002年，安东尼·哈迪（Anthony Hardy）上锁的公寓房间内发现女尸，据称死者莎莉·怀特（Sally White）身上不着寸缕且有瘀伤，头部也有伤口，大腿有咬伤痕迹，但因帕特尔称受害人死于心脏病，没有暴力侵犯迹象，警方取消刑事调查。哈迪酗酒且有精神病，之后又谋杀两名女子，将肢解的尸体放在垃圾袋。警方一度调查帕特尔的验尸情况，但之后放弃。面对批评，帕特尔声称医学总会的训诫早已是陈年旧事，他对莎莉·怀特死因的判断从未受质疑。
2009年7月，政府暂停帕特尔的注册病理学家资格，等待医学总会质询。质询包括针对另外四起案件验尸结果的26项指控，其中一项是五岁女童在家中摔死后帕特尔既未发现尸体上的虐待痕迹，也未向医院了解死者伤势。当局后来掘出尸体再次验尸，法庭最后裁定孩子的母亲罪名成立。2010年8月听证会结束，决定将“职业表现不足”的帕特尔停职三个月。2011年5月，医学总会又开始调查他对汤普林森验尸的表现。2012年8月，医疗总会撤销他的执业资格。

## 影像

### 《观察家报》公布的照片
4月5日，《观察家报》（《卫报》姐妹刊）公布第一张照片，显示汤姆林森倒在防暴警察旁边地面。独立监察警方处理投诉委员会此后几天告诉记者，家属对汤姆林森心脏病发毫不意外。记者询问死者生前是否与警察肢体接触，回答是这种猜测只会让他的家人难受。

### 《卫报》公布的视频
《卫报》公布的首段视频由来伦敦出差的纽约投资基金经理拍摄，当天他出于好奇前往抗议现场。他在赶赴希思罗机场的路上意识到，之前所拍挨打男子就是新闻报导宣称死于心脏病的男子。4月7日凌晨两点，他把视频发给《卫报》，该报当天下午就在网站公布，还把视频转发独立监察警方处理投诉委员会，揭开刑事调查序幕。

### 第四台公布的视频
《第四台新闻》摄影师肯·麦卡勒姆（Ken McCallum）从不同角度拍摄的视频于4月8日播映，显示哈伍德手持警棍举至头高，然后一挥而下打中受害人的腿。麦卡勒姆当时在拍其他事件，镜头背景记下汤姆林森的遭遇，但麦卡勒梅当时没有发现。半小时后，摄影机在《第四台新闻》首席记者亚历克斯·汤姆森（Alex Thomson）现场直播时受损，技术人员花费数天时间恢复数据，然后发现其中包含汤姆林森遇袭的片段。

### 纳贝拉·扎希尔所拍视频
4月9日，《卫报》公布自由记者纳贝拉·扎希尔拍摄的视频，显示受害人倒地后的情况。镜头上可以看到丹尼尔·麦克菲（Daniel McPhee）打电话叫救护车，还有女子上前救助，但都被警察赶开。视频证明伦敦警察厅首次声明中所谓警方冒着示威者所抛物品拼命救助汤姆林森的说法纯属谎言。视频中能听到示威者呼吁大家安静，还有人喊“别扔东西”。另据《卫报》报导，有三名警察在视频56秒处把遮住脸部的面罩拉开一半。

### 康希尔视频
4月21日，《卫报》取得旁观匿名人士提供的四分钟视频，是事发当天下午19点10分至30分在康希尔拍摄。视频显示受害人站在皇家交易所通道的自行车架后方，两手插在兜内，许多警察朝他所在方向靠近。汤姆林森在警犬靠近时转身背对警察，地区支援课警员就在此时打中他的腿并推他倒地，还能看到他的右侧额头在地面刮擦。目击者自称听到受害人头部撞击地面的声音。独立监察警方处理投诉委员会企图禁止《第四台新闻》播出视频，但法官驳回申请。4月24日，天空新闻台取得显示汤姆林森额头瘀青的图像，第二和第三次验尸的病理学家都记下头部受伤。

### 闭路监控
独立监察警方处理投诉委员会主席尼克·哈德威克（Nick Hardwick）于4月9日宣称，事发地点附近没有闭路监控摄像头。4月14日，《晚间标准报》发文称在事发地点周围至少发现六个闭路监控镜头。镜头拍下的照片公布后，独立监察警方处理投诉委员会改变立场，称调查人员正检视针线街靠近皇家交易所通道街角的摄像头录像。

## 早期反应和分析

### 英国警务

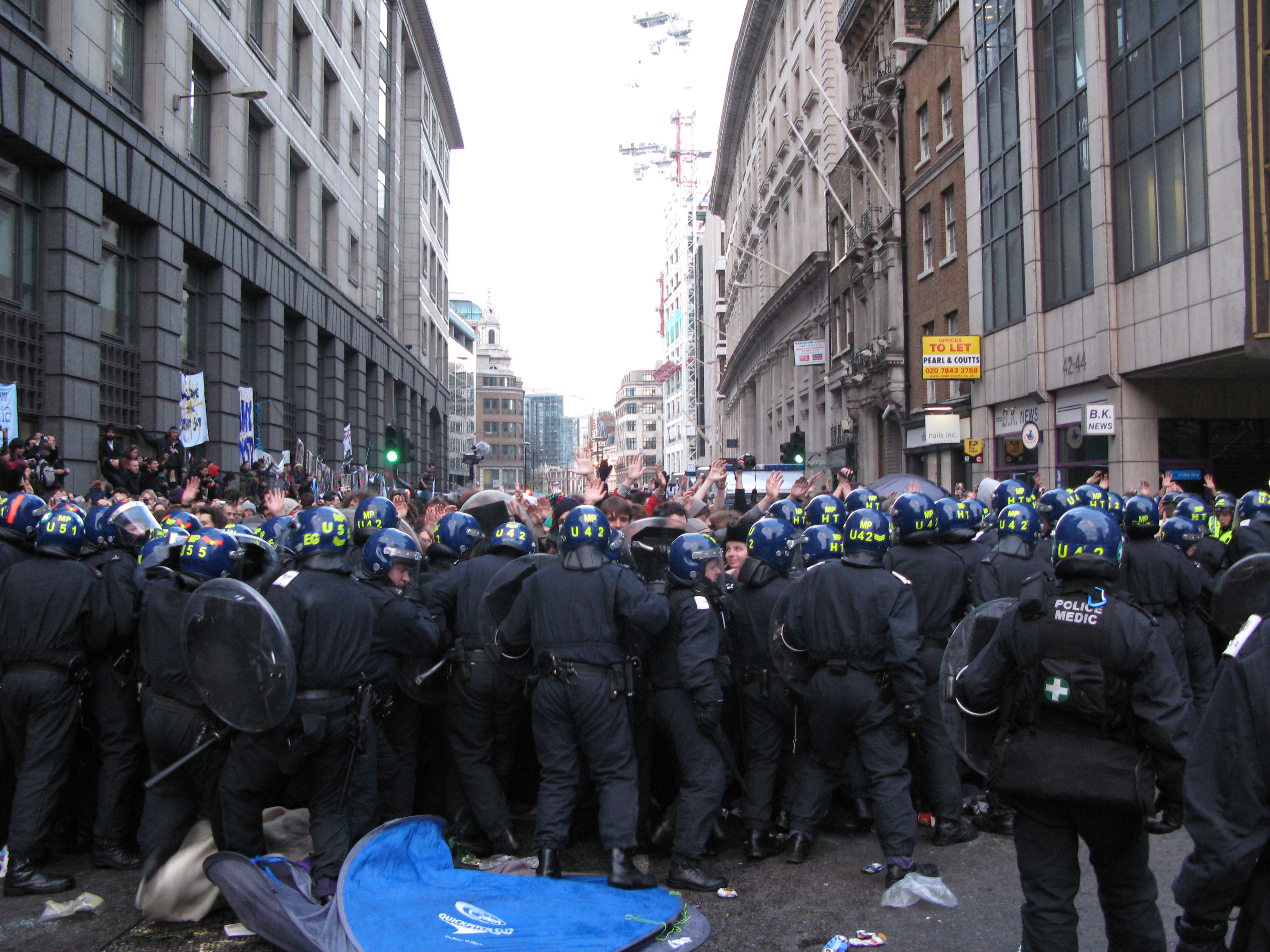
2009年4月1日警方包抄主教門的气候行动营抗议示威人士

汤姆林森之死引发英国警务本质，以及警察、媒体、公众、独立监察警方处理投诉委员会四者关系的大讨论。鲍里斯·约翰逊认为所谓“警察打人狂欢”的批评纯属无稽之谈。媒体将汤姆林森之死与史上其他导致民众对警务看法大变的案件相提并论，如1979年的布莱尔·皮奇、1993年的斯蒂芬·劳伦斯（Stephen Lawrence）和2005年的琼·查尔斯·德梅内塞斯。独立监察警方处理投诉委员会因在汤姆林森去世七天后才中止伦敦市警局参与调查受到批评，而且是在得知有证据表明警察可能涉案五天后才行动。
前助理督查大卫·吉尔伯森（David Gilbertson）曾在内政部参与制定警务政策，他在接受《纽约时报》采访时称，英国警察一度得到公众拥护，但20世纪90年代发生的多起警察暴力伤人案已经扭转民众态度。报导中称，如今的英国警察身着军事风格制服和防刺背心，原本的伸缩金属警棍和棍棒变成手铐，整一代警察都把公众当成敌人看待。

### 《卫报》、警察和独立监察警方处理投诉委员会

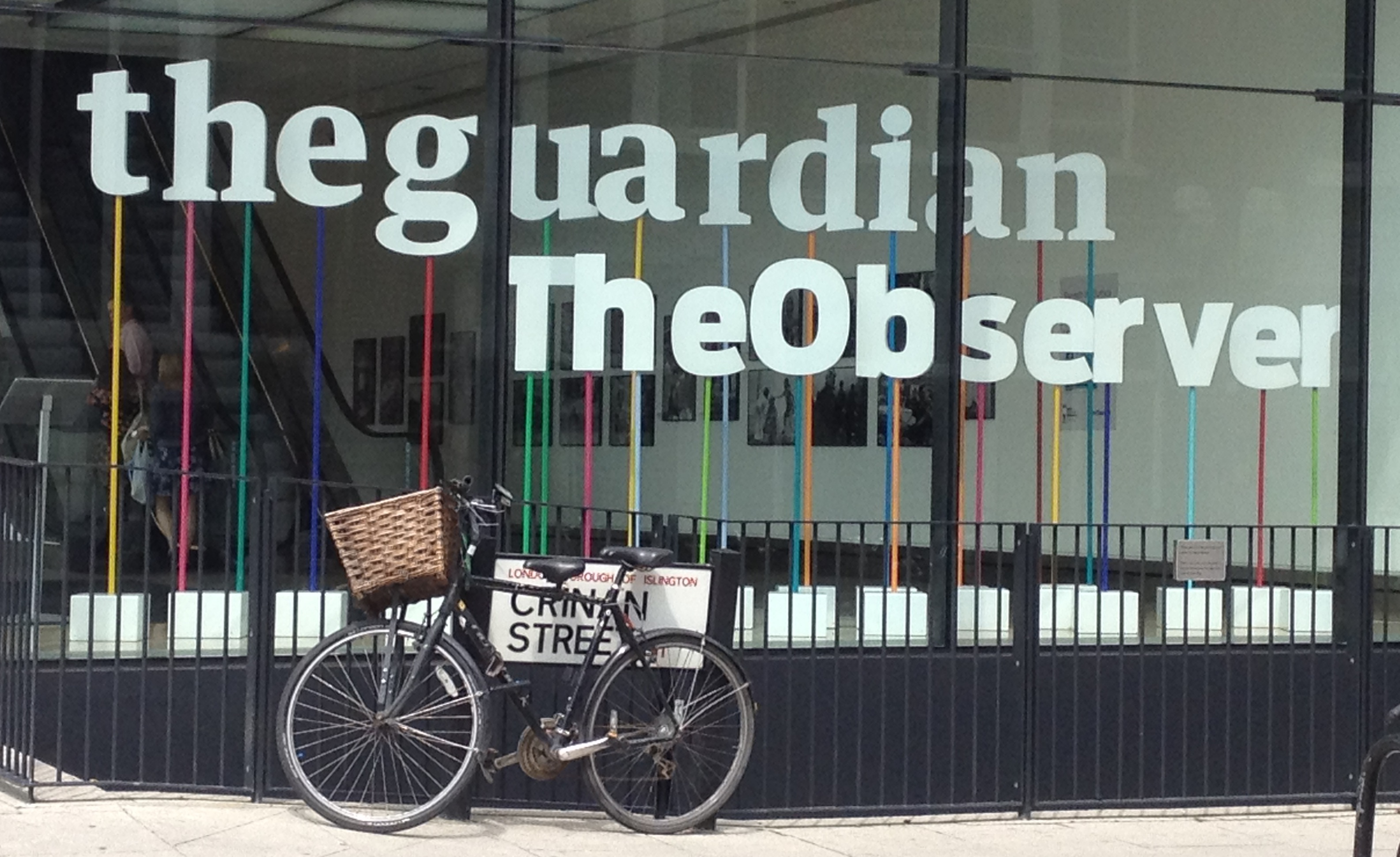
《卫报》和《观察家报》办事处

汤姆林森去世九小时后家人才得知死讯，确认消息的警方声明指控示威者阻碍警方救人:9。警方和独立监察警方处理投诉委员会都告诉记者，家人对死者心脏病发毫不意外。面对警察是否与死者发生肢体接触的问题，监管机构要求记者不要胡乱猜测，以免影响家属心情，同时拒绝媒体直接与家属联系。警方代表死者亲属发表声明，声称警方已经充分知会他们所有信息。
4月5日（周日），《观察家报》发布汤姆林森倒地的图像。他的家人早上来到事发地并见到创作《观察家报》报导的《卫报》记者保罗·刘易斯（Paul Lewis）。汤姆林森的妻子称，一家人此前根本不知道汤姆林森死前曾接触警方。负责与死者家属联络的警官事后联系《卫报》，对刘易斯与汤姆林森的家人交流“极其不满”，要求报社人员之后48小时不得靠近他们。独立监察警方处理投诉委员会也指控《卫报》“在悲痛时刻上门打扰”。委员会当天还告知其他记者，根本没有汤姆林森曾遭警察袭击的料给他们爆。据死者家属透露，这段时间他们甚至不能查看汤姆林森的遗体，直到他去世六天后才首次获许检视。
4月7日，《卫报》公布纽约投资基金经理所拍视频，而且当晚就交给前来报社办事处的独立监察警方处理投诉委员会调查员和伦敦市警局警官。前来报社的警官还要求撤掉网上所发视频，声称这会阻碍调查，而且对死者家属毫无帮助。哈德威克声称，独立监察警方处理投诉委员会调查员要求《卫报》撤掉视频只是为了避免证人接受质询前看到视频。

### 伦敦警察厅的反应

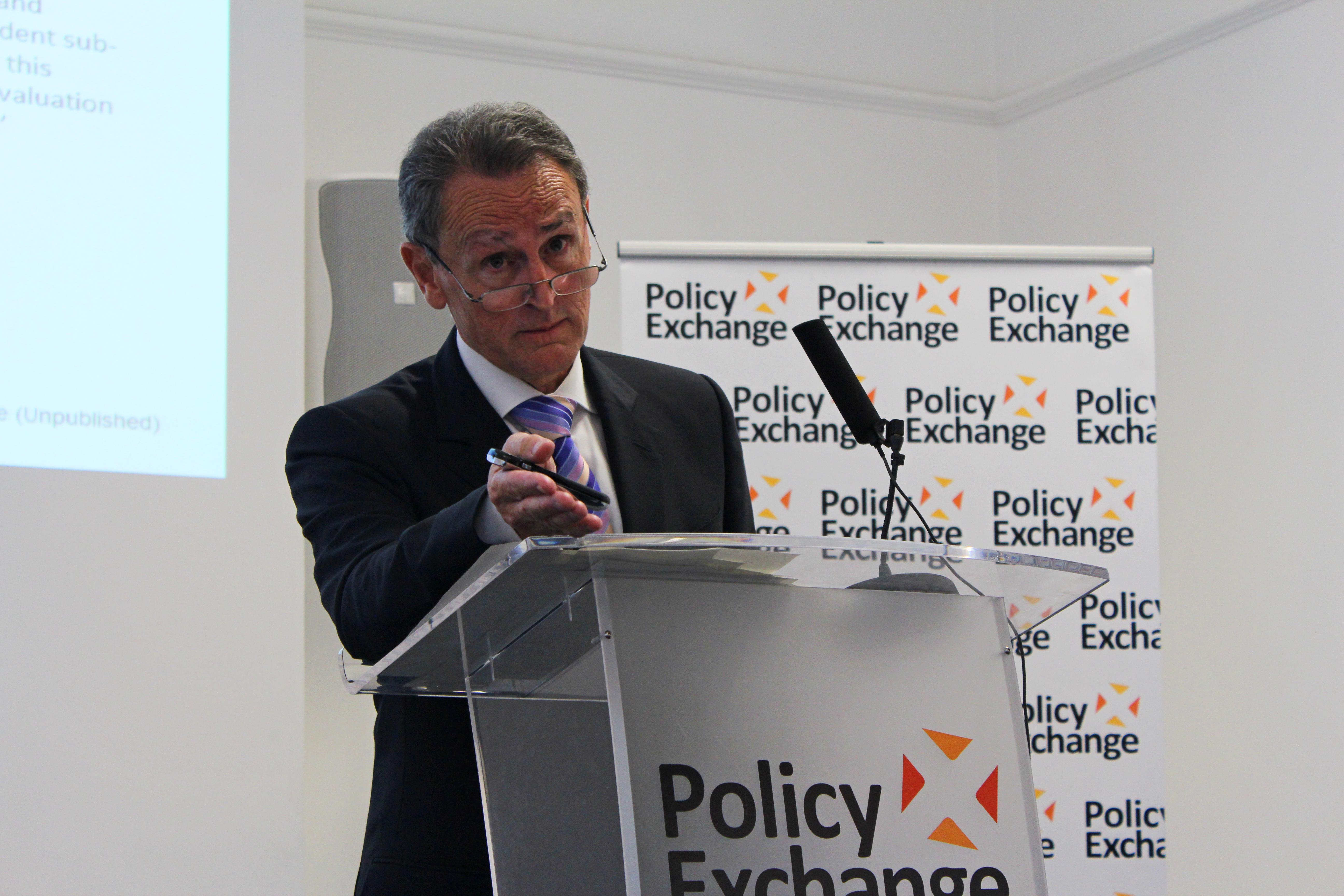
丹尼斯·奥康纳，摄于2012年

2009年11月，警务总监督丹尼斯·奥康纳（Denis O'Connor）公布150页的报告，希望恢复市民对警方的信任。奥康纳称，警方态度的确一度趋于强硬，许多警察认为“投我以木瓜，报之以琼琚。”面对合法抗议示威，警方的例行响应就是部署防暴警察，这主要是因为对法律缺乏认知，内政部和警方高管领导不力。警察受训时要学习如何把防暴盾当成武器，全国各地警队的训练、装备和对法律的理解都大相径庭。报告中称，法规过于复杂一定程度上也导致警察难以充分理解，1986年《公共秩序法》通过后已经新增90条修正案。
报告提出多项建议，如制订全国通行的原则，强调在任何情况下都尽量少用武力，并从法律上规定警察必须公开展示编号:57–58。2010年2月，伦敦警察厅宣布已有八千警员配发刺绣肩章，虽有部分警员称肩章容易脱落，但他们没有故意扯掉。

## 司法程序

### 皇家检控署不予起诉

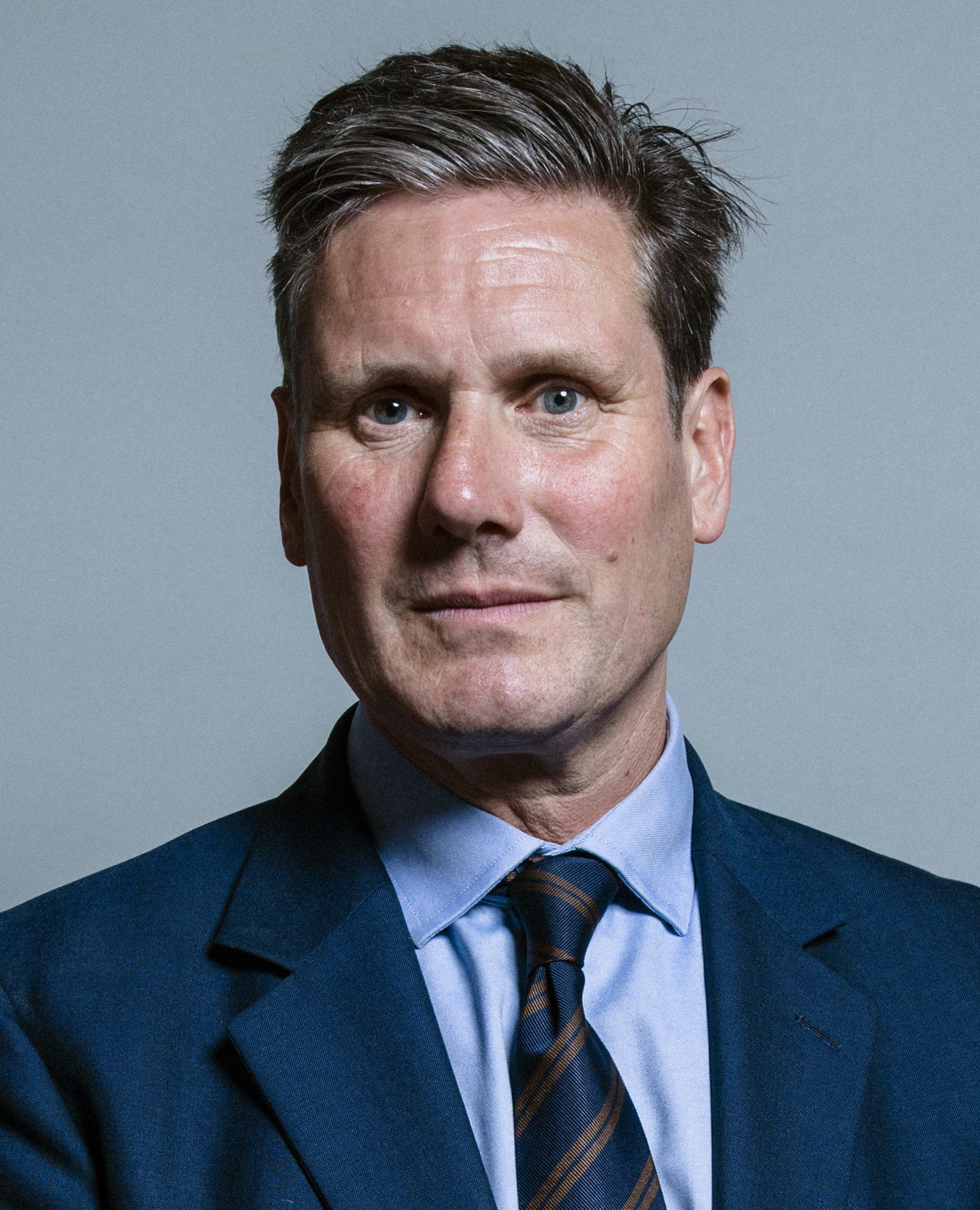
皇家检控署负责人凱爾·斯塔摩

2010年4月，《卫报》发表多名公众人物要求皇家检控署起诉或表明立场的公开信。同年七月，皇家检控署署长凱爾·斯塔摩宣布，因验尸的病理学家存在医学分歧，该署不会起诉。斯塔摩还称，虽有充足证据起诉伤人罪，但六个月的诉讼时效已过。
病理学家的医学分歧在于帕特尔首次验尸发现“腹腔积液约三升并有小血块”，其他医疗专业人士认为这意味着受害人腹部积血三升。斯塔摩称，三升血液几乎占死者六成血量，“显然很可能就是死因”。
2010年4月，帕特尔向皇家检控署递交第二份报告，称他原本验尸报告上那句话的意思是“带小血块的腹腔积液有三升”，第二和第三次验尸的病理学家需要根据第一份报告来判断，所以必须清楚“腹腔积液”的成分，皇家检控署为此两次质询帕特尔。据斯塔摩透露，帕特尔“坚称腹腔积液总量略高于三升，但大部分是腹水（肝脏损伤产物）且混有血液。他没有保留这些积液，也没有取样化验确定成分，自称从业以来接触的血液不计其数，凭经验就能清楚地知道那些不全是血液，而是带血的腹水。”帕特尔还称，他没有在死者体内发现能够导致大出血的伤口。
斯塔摩称，皇家检控署质询帕特尔后得出如下结论：一、帕特尔没有取样，所以无法确知腹腔积液到底是什么；二、如果汤姆林森是因大量失血马上死亡，他体内就会有严重伤口；三、帕特尔没有发现这样的大伤口；四、后两次验尸同样没有发现肉眼可见的破裂；五、只有帕特尔在尸体完好时验尸，所以他对腹腔积液成分和成因的判断最可靠，这就大幅削弱后两次验尸的证据效力。
第二次验尸的病理学家纳撒尼尔·卡里反对皇家检控署的决定。他在接受《卫报》采访时称，警察推倒受害人导致腹部大出血，进而令他倒地死亡。卡里称，死者患有肝病，所以如此倒地就能致命。在他看来，皇家检控署不应放弃实际身体伤害罪起诉。皇家检控署致信受害者家人，称汤姆林森的伤“不重”所以不足以起诉。但卡里告诉《卫报》：“那根本不是轻伤。他身上有大面积瘀伤，和警棍击打相符，可能达成实际身体伤害罪。这是很重的伤，如果这都不算实际身体伤害，那我也不知道到底什么样儿才算。”

### 死因研讯
2009年4月启动的死因研讯于同月中止，伦敦市警局验尸官保罗·马修斯担心自己的专业知识不足，专门研究抗议示威法律的彼得·桑顿（Peter Thornton）受命代替马修斯。2011年3月28日，研讯在陪审团检视下重启。皇家海莱姆医院心脏科医师凯文·钱纳（Kevin Channer）走上法庭，分析医院使用除颤器救治汤姆林森时所获心电图数据。钱纳称，数据与心律不齐引发心脏病不符，但与内出血致死相符。病理学家纳撒尼尔·卡里也认为汤姆林森死于内出血。肝病学家格雷姆·亚历山大（Graeme Alexander）表示，汤姆林森应该是摔倒引起肝脏破裂，进而因内出血致死。他还称，死者长期患有严重肝病，故而容易因内出血倒地死亡。
哈伍德出庭作证时称，受害人当时“看上去好像打算就在那儿站到地老天荒，几乎就是想要在挪不挪窝的问题上挑起肢体争端”。他承认动手前没有警告，因为汤姆林森当时正在侵犯警戒线，这无异于破坏治安。陪审团在法庭上得知汤姆林森临死前的遗言是：“他们搞死我了，这帮狗娘养的搞死我了”。2011年5月3日，陪审团认定受害人死于行凶杀人，裁定警察——出于法律原因庭上没有透露哈伍德的姓名——使用过度且不必要的暴力欧打汤姆林森，行为“非法、鲁莽而危险”。

### 独立监察警方处理投诉委员会报告
2011年5月，独立监察警方处理投诉委员会公布2010年4月至2011年5月针对汤姆林森之死的三份报告。主要报告包含死因研讯揭示的内容，第三份报告详细说明汤姆林森家人的指控，称警方在2009年4月22日的第三次验尸前向病理学家提供误导信息，意指埃迪·霍尔当时声称死者4月1日下午在警车前摔倒，但没有任何证据支持他的说法。独立监察警方处理投诉委员会裁定霍尔的说法说于鲁莽，但无意误导。

### 西蒙·哈伍德受审
2011年5月24日，凱爾·斯塔摩宣布已向哈伍德发出过失杀人罪传票。他还称，考虑到死因研讯发现新医学证据，而且多种医学证据（包括帕特尔提供的证据）都已经过核查，皇家检控署业已推翻之前不起诉的决定。案件于2012年6月18日开审，哈伍德辩称罪名不成立，法庭于7月19日裁定无罪开释。
大量汤普林森和哈伍德的视频片段呈庭，显示哈伍德试图逮捕在警车涂鸦的人，然后与其他警察在皇家交易所通道清场。哈伍德把朝他吹奏呜呜祖拉的男子推开，然后又将拍摄他人被捕画面的英国广播公司摄影师推开。视频还显示他把路上第三名男子推开，此时皇家交易所通道基本上已经没人，不久后他就和其他警察走到汤姆林森附近。
代表控方的马克·丹尼斯（Mark Dennis）御用大律师主张，哈伍德无理且毫无必要地向汤姆林森对武并导致后者死亡。《卫报》公布的视频证明死者是在挨打后倒地死亡，“时间联系明确”，受害人对警方毫无威胁，使用武力是“无端侵略行径”。辩方的帕特里克·吉布斯（Patrick Gibbs）御用大律师主张，法庭应当考虑死者的身体情况。汤姆林森因酗酒导致肝病和脑部疾病，他双腿麻木而且难以保持平衡，2007至2009年间至少接受20次治疗，其中大部分是在醉酒跌倒后送到急诊室。据《泰晤士报》报导，受害人死亡当天喝下整瓶红酒和小瓶伏特加，还有多罐9%的超高强度啤酒。
哈伍德作证时称，警方要求汤姆林森走开，但他置之不理。他承认用力推向死者，但没想到汤姆林森会倒地。哈伍德承认认知有误，没想到受害人身体状况如此严重。最终陪审团经过四天商议裁定罪名不成立。

### 开除、民事诉讼
2012年9月，伦敦警察厅在纪律听证会认定哈伍德对汤姆林森的行为严重不当后将他开除。汤姆林森的家人针对伦敦警察厅发起民事诉讼，该机构于2013年8月支付未公开数额的赔偿。副助理署长马克辛·德布伦纳（Maxine de Brunner）向死者家属正式道歉，承认“西蒙·哈伍德非法使用过度武力导致汤姆林森先生死亡，令他的家人陷入悲痛”。